# Ільницький Тарас Іванович
Тара́с Іва́нович Ільни́цький (* 4 березня 1983, Бурштин, Івано-Франківська область) — український футболіст. Захисник.

## Біографія
Вихованець ФК "Енергетик (Бурштин). У 1999 році приїхав до київського «Динамо», де закінчив футбольну акадкемію. Однак закріпитися у основній команді не вдалося і гравцю довелося виступати за другу і третю команди клубу. Незадоволений таким становищем, Ільницький вирішує переїхати до Ужгорода, де проводить три сезони у місцевому «Закарпатті».
2006 року гравець заключає однорічний контракт з київським «Арсеналом». Однак повертається до нього 2009 після двох сезонів у «Таврії».